# Józef Szumski (wojskowy)
Józef Szumski (ur. 26 marca 1889 w Woronowie, zm. 20–22 kwietnia 1940 w Katyniu) – rotmistrz Wojska Polskiego, kawaler Orderu Virtuti Militari, ofiara zbrodni katyńskiej.

## Życiorys
Syn Aleksandra i Julii z Czekanowskich, urodzony 26 marca 1889 w majątku Woronowo w gminie Dziewieniszki powiatu lidzkiego. Ukończył sześć klas w gimnazjum filologicznym w Omsku (1905). Od 10 listopada 1910 do 10 listopada 1913 odbył służbę w armii rosyjskiej. Po zwolnieniu do rezerwy pracował jako rolnik.

19 lipca 1914 został zmobilizowany do 105 orenburgskiego pułku piechoty należącego do 27 Dywizji Piechoty. W szeregach tego oddziału pozostawał do 20 września 1917. Pełnił w nim także funkcję wiceprezesa Związku Wojskowych Polaków. 27 września 1917 zgłosił się do I Korpusu Polskiego w Rosji i został przydzielony do kompanii gospodarczej 10 pułku strzelców. W kwietniu 1918 został mianowany podchorążym. W czerwcu 1918, po rozwiązaniu korpusu, wrócił do Wilna. 12 maja 1919 jako ochotnik, w randze szeregowego, wstąpił do Wojska Polskiego. W szeregach 1. szwadronu 1 pułku szwoleżerów walczył na wojnie z bolszewikami. 11 września 1920 został mianowany podchorążym. 30 czerwca 1921 został odznaczony krzyżem „Virtuti Militari” V klasy, a we wniosku o jego nadanie, napisano m.in.:

W bitwie - w akcji pod Imą szedł na czele swojego plutonu. Podczas ataku bez wahania rzucił się w ogień. Przy ataku na pancerkę jako jeden z pierwszych poszedł za przykładem swojego dowódcy i pomimo ognia kaemów dotarł na odległość kilkudziesięciu kroków i zmusił pancerkę do odwrotu.
W szarży pod Worotniowem, podczas odwrotu szwadronu, wobec niespodziewanego ataku z boku, Szumski cofają się jako ostatni, przykładem swym powstrzymywał pluton. Ostrzeliwując umożliwił szwadronowi zmianę frontu. W bitwie pod Ciechanowem i Mławą zdobył w ataku kaem.
W szarży na Wyszyny jeden z pierwszych wpadł do wsi, wziął ponad 100 jeńców. W wypadzie na Słucz zniósł cały oddział nieprzyjaciela i wziął go do niewoli.

Po zakończeniu działań wojennych pozostał w wojsku, w 1 pszwol. 9 marca 1922 został mianowany z dniem 1 lutego 1922 podporucznikiem w korpusie oficerów jazdy z równoczesnym wcieleniem do 1 pszwol. 16 listopada 1923 został przemianowany z dniem 1 listopada 1923 na oficera zawodowego w stopniu porucznika ze starszeństwem z 1 czerwca 1920 i 29. lokatą w korpusie oficerów jazdy. 12 maja 1926 w Warszawie, w czasie zamachu stanu, został ranny. W listopadzie 1928 został przeniesiony do 26 pułku ułanów w Baranowiczach na stanowisko dowódcy szwadronu. 2 kwietnia 1929 został mianowany rotmistrzem ze starszeństwem z 1 stycznia 1929 i 9. lokatą w korpusie oficerów kawalerii. Od 18 marca do 14 lipca 1931 był słuchaczem kursu doskonalenia dowódców szwadronów w Centrum Wyszkolenia Kawalerii w Grudziądzu. Z dniem 6 maja 1932 został przesunięty na stanowisko oficera materiałowego. Z dniem 31 sierpnia 1935 został przeniesiony w stan spoczynku. Mieszkał w Baranowiczach przy ul. Rejtana 29. W latach 1938–1939 był członkiem Polskiego Związku Łowieckiego i pełnił funkcję podłowczego powiatowego w powiecie baranowickim.
W 1939 zmobilizowany i przydzielony do Ośrodka Zapasowego Kawalerii „Łuków” na stanowisko oficera materiałowego. Po agresji ZSRR na Polskę z 17 września 1939, w nieznanych okolicznościach dostał się niewoli sowieckiej. Od grudniu 1939 przebywał w obozie jenieckim w Kozielsku. Między 19 a 21 kwietnia 1940 został przekazany do dyspozycji naczelnika Zarządu NKWD Obwodu Smoleńskiego (lista nr 036/4 z 16 kwietnia 1940). Między 20 a 22 kwietnia 1940 został zamordowany w Katyniu przez funkcjonariuszy Obwodowego Zarządu NKWD w Smoleńsku oraz pracowników NKWD przybyłych z Moskwy na mocy decyzji Biura Politycznego KC WKP(b) z 5 marca 1940. Ofiary tej zbrodni grzebano w bezimiennych mogiłach zbiorowych, gdzie od 28 lipca 2000 mieści się oficjalnie Polski Cmentarz Wojenny w Katyniu. W miejscu tym prowadzone były ekshumacje i prace archeologiczne. W 1943 jego ciało zostało zidentyfikowane w toku ekshumacji nadzorowanych przez Niemców pod numerem 874 – dosłownie opisany jako Szumski Josef, cywil (raport dzienny z 4 maja 1943). Przy jego szczątkach znaleziono świadectwo szczepienia z Kozielska nr 1870 oraz napisany przez niego list w Kozielsku. Figuruje na liście Komisji Technicznej PCK pod numerem 0874, wskazany jako cywil.

### Życie prywatne
W 1924 ożenił się z Sabiną z Zacharzewskich, z którą miał syna Tadeusza Józefa, ps. „Wilk” (ur. 19 marca 1927), strzelca Dywizjonu AK Jeleń, poległego 29 września 1944 w bitwie pod Jaktorowem.

## Upamiętnienie
5 października 2007 minister obrony narodowej Aleksander Szczygło mianował go pośmiertnie na stopień majora. Awans został ogłoszony 9 listopada 2007 w Warszawie, w trakcie uroczystości „Katyń Pamiętamy – Uczcijmy Pamięć Bohaterów”.
Józef Szumski w czasie służby w 1 pułku szwoleżerów zaprzyjaźnił się z Feliksem Olbryszem (1891–1940), oficerem kasowym pułku, a później kapitanem intendentem, zamordowanym w Katyniu. 25 kwietnia 2010 na prośbę Zofii Biernackiej, ps. „Teresa”, córki kapitana Olbrysza i sanitariuszki batalionu AK „Krawiec”, major Józef Szumski został uhonorowany Dębem Pamięci, posadzonym w Alei Polskiej Golgoty Wschodu w Starych Babicach. 

## Ordery i odznaczenia
- Krzyż Srebrny Orderu Wojskowego Virtuti Militari nr 3072[7] – 30 czerwca 1921[9][42][43][44]
- Krzyż Walecznych trzykrotnie nr 27415[45][46] (po raz pierwszy w zamian za amarantową wstążkę[6][47])
- Srebrny Krzyż Zasługi – 1938 „za całokształt zasług w służbie wojskowej”[48][3]
- Medal Pamiątkowy za Wojnę 1918–1921[49]
- Medal Dziesięciolecia Odzyskanej Niepodległości[49]
- Medal Zwycięstwa[49]

17 stycznia 1933 Komitet Krzyża i Medalu Niepodległości odrzucił wniosek o nadanie mu tego odznaczenia „z powodu braku pracy niepodległościowej”.